# Nikon D300
Nikon D300 är en semi-professionell digital spegelreflexkamera. Den ligger i prestanda och pris mellan DSLR-kameror som Nikon D90 och Nikon D700. Den används ofta av fotografer som backup till professionella kameror eftersom den har en liknande byggnad och placering av knappar och reglage. Kameran är också mycket populär bland fotografer som vill ha en lättare packning, som till exempel pressfotografer. När den introducerades ersatte den Nikon D200. Nikon D300s ersatte Nikon D300 och har några få nyheter över D300.

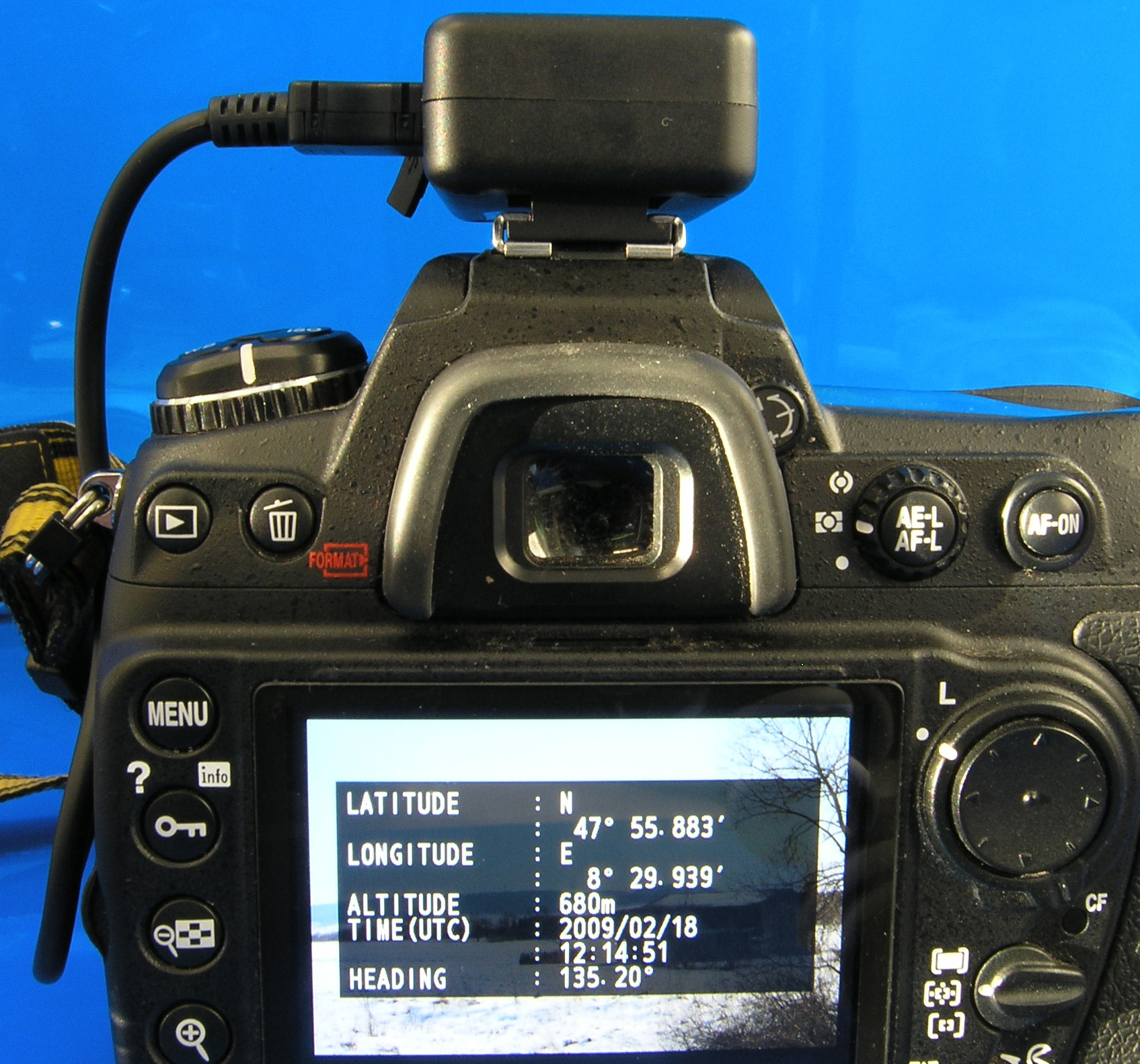
Nikon D300 + "Solmeta Geotagger N2 Kompass".